# Lê Quang Trí
Lê Quang Trí (sinh ngày 12 tháng 6 năm 1973) là một chính trị gia người Việt Nam. Ông hiện là đại biểu Quốc hội Việt Nam khóa XIV nhiệm kì 2016-2021, thuộc đoàn đại biểu quốc hội tỉnh Tiền Giang, Giám đốc Sở Giáo dục và Đào tạo Tiền Giang, Ủy viên Ủy ban Khoa học, Công nghệ và Môi trường của Quốc hội. Ông đã trúng cử đại biểu Quốc hội năm 2016 ở đơn vị bầu cử số 3, tỉnh Tiền Giang gồm có thị xã Gò Công và các huyện: Chợ Gạo, Gò Công Tây, Gò Công Đông, Tân Phú Đông.

## Xuất thân
Lê Quang Trí sinh ngày 12 tháng 6 năm 1973 quê quán thị xã Gò Công, tỉnh Tiền Giang.
Ông hiện cư trú ở Số 2L 14 Chung cư Học Lạc, đường Học Lạc, phường 3, thành phố Mỹ Tho, tỉnh Tiền Giang.

## Giáo dục
- Giáo dục phổ thông: 12/12
- Kỹ sư Công nghệ thực phẩm
- Tiến sĩ Công nghệ sinh học nông nghiệp
- Cao cấp lí luận chính trị

## Sự nghiệp
Ông gia nhập Đảng Cộng sản Việt Nam vào ngày 15/8/2005.
Khi ứng cử đại biểu Quốc hội Việt Nam khóa XIV vào tháng 5 năm 2016 ông đang là Bí thư Đảng ủy, Phó Giám đốc Sở Khoa học và Công nghệ tỉnh Tiền Giang, Ủy viên Ban chấp hành Hội khoa học và công nghệ lương thực, thực phẩm Việt Nam, làm việc ở Sở Khoa học và Công nghệ tỉnh Tiền Giang, đang học cao cấp lý luận chính trị.
Ông đã trúng cử đại biểu quốc hội năm 2016 ở đơn vị bầu cử số 3, tỉnh Tiền Giang gồm có thị xã Gò Công và các huyện: Chợ Gạo, Gò Công Tây, Gò Công Đông, Tân Phú Đông, được 296.243 phiếu, đạt tỷ lệ 58,84% số phiếu hợp lệ.
Ông hiện là giám đốc Sở Giáo dục và Đào tạo Tiền Giang, Ủy viên Ủy ban Khoa học, Công nghệ và Môi trường của Quốc hội.
Ông đang làm việc ở Sở Giáo dục và Đào tạo tỉnh Tiền Giang.